# Netexplo
Netexplo Observatory est un observatoire de l'innovation digitale fondé en 2007 par Martine Bidegain et Thierry Happe sous le haut patronage du Secrétariat d’État à la Prospective et au Développement de l’Économie Numérique et du Sénat, en partenariat avec HEC Paris.

## Activités
Netexplo Observatory étudie les impacts de l'innovation numérique et des nouveaux usages digitaux à l'échelle mondiale dans la société et dans les entreprises. Elle a des partenariats avec plusieurs universités et écoles tel HEC, UTSEUS Shanghai University, IHECS ou encore l'Université d'Oxford.
Elle organise un événement annuel, le Forum Netexplo Innovation, en partenariat avec l'UNESCO et sous le haut patronage du Sénat et du Ministère chargé de l'Économie Numérique. Netexplo Observatory y présente une année d'observation de l'innovation numérique mondiale[réf. nécessaire]. Les dix initiatives numériques les plus prometteuses de l'année selon Netexplo y sont primées et un Grand Prix de l'année est désigné.
| Année | Projet                               | Origine        | Description |
| ----- | ------------------------------------ | -------------- | --- |
| 2008  | Psiphon                              | Canada         | |
| 2009  | Wizzit (en)                          | Afrique du Sud | |
| 2010  | Layar (en)                           | Pays-Bas       | Le premier navigateur mobile intégrant une application de réalité augmentée                                                                                                 |
| 2011  | mPedigre                             | Ghana          | Un système pour vérifier l'authenticité d'un médicament grâce à l'envoi gratuit d'un SMS                                                                                    |
| 2012  | BlindSpot                            | Singapour      | Une canne blanche connectée qui prévient son utilisateur de la proximité de ses amis via le réseau social Foursquare et le dirige jusqu'à eux grâce à son interface tactile |
| 2013  | Electronic Tattoos                   | Chine          | Des tatouages électroniques permettant de surveiller à distance les signes vitaux des patients et de les communiquer à leur médecin                                         |
| 2014  | Wibbitz                              | Israël         | Une application qui transforme des articles d'actualité en une vidéo intelligible résumant le sujet                                                                         |
| 2015  | Wearable Thermo-Element              | Corée du Sud   | Un capteur ultra-fin de la taille d'un sparadrap qui transforme la chaleur du corps en électricité                                                                          |
| 2016  | IKO Creative Prosthetic System       | Colombie       | Une prothèse imprimée en 3D et compatible avec des Lego pour faire du handicap des enfants une source de créativité                                                         |
| 2017  | BitNation Refugee Emergency Response | Inde           | Une initiative humanitaire pour offrir aux réfugiés une citoyenneté dématérialisée et une identité officielle grâce à la blockchain                                         |
| 2018  | Cataki                               | Brésil         | Une application urbaine pour faciliter la collecte des déchets |
| 2019  | I-Cut                                | Kenya          | Une application pour s'opposer à l'excision et des conseils et soutiens pour les victimes de mutilations génitales                                                          |

Netexplo récompense également depuis 2011 les initiatives numériques innovantes des grandes entreprises françaises lors de l'événement annuel « Netexplo Change » à la CCIP.
En 2018, Netexplo lance un observatoire de la ville intelligente sous le patronage de l'UNESCO et du Ministère des Transports français pour comprendre les enjeux technologiques posés par les villes intelligentes.